# Tiết canh

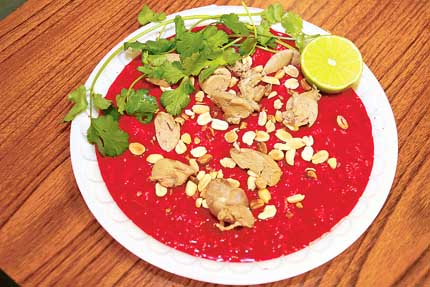
tiết canh

Tiết canh (Nederlands: Bloedsoep) is een Vietnamees gerecht. Het is een soep van rauw bloed van gevogelte. Meestal wordt hiervoor het bloed van een eend of gans gebruikt.
Door het vogelgriepvirus heeft de Vietnamese regering de commerciële verkoop van deze bloedsoep aan banden gelegd. Daardoor wordt tegenwoordig ook wel bloed van het varken gebruikt. Als topping worden meestal geroosterde noten gebruikt.